# Topničko-raketna bojna GMTBR
Topničko-raketna bojna Gardijske motorizirane brigade je postrojba u Oružanim snagama RH formirana 2007. u sklopu preustroja oružanih snaga. U sastav postrojbe inkorporirane su topničko-raketne bojne 1., 2. i 4. gbr. Smještena je u vojarni "Luščić" u Karlovcu, no tijekom sljedećih nekoliko mjeseci seli se u Slunj, na vojni poligon "Eugen Kvaternik", kako je određeno i Dugoročnim planom razvoja OSRH-a. Uz Zapovjedništvo i Zapovjednu bitnicu, u sklopu ove bojne jesu i dvije bitnice haubica 122 D 30 te dvije bitnice BM-21 Grad 122 mm, kao i Logistički vod, a glavni obučni dokumenti u skladu s NATO standardima jesu Topničke procedure i Taktičke doktrine topništva.

## Slike
- Pripadnici Topničko-raketne bojne GMTBR-a tijekom punjenja haubice
- SVLR 122mm BM-21 Topničko raketne bojne GMTBR u Karlovcu
- Haubica D-30 na poligonu Zečevo tijekom nadzorno tehničkog gađanja pripadnika I. topničke bitnice Topničko-raketne bojne GMTBR-a
- Defender Europe 2021